# 長谷川真弓 (アナウンサー)
長谷川 真弓（はせがわ まゆみ）は、秋田県秋田市出身のフリーアナウンサーである。
TVデビューは東北放送、DJとしては仙台市のHMVでデビューを果たしている。ナレーションも多く、代表的なのは土崎文化センターのナレーションである。

## 出演番組
- FM秋田「mix」（月曜・news mix担当）

## 過去の出演
- 秋田放送ラジオ「あさ採りワイド秋田便」アシスタントパーソナリティー
- 秋田放送「ワイドゆう」CMコーナー
- FM秋田「Foreverヤング」パーソナリティー（2002年5月 - 2011年3月）